# Fionnula Flanagan
Fionnghuala Manon "Fionnula" Flanagan (Dublin, 1941. december 10. –) Primetime Emmy-díjas ír színésznő.
Fontosabb filmjei közé tartozik az Őt is anya szülte (1996), a Lottózsonglőrök (1998), a Más világ (2001), Az igenember (2008) és szinkronszínészként A tenger dala (2014). 
1976-ban a Gazdag ember, szegény ember című minisorozat női vendégszereplőjeként nyert Primetime Emmy-díjat. 2007 és 2010 között Eloise Hawkingot formálta meg a Lost – Eltűntek című sci-fi-drámasorozatban.

## Élete és pályafutása
Dublinban született és nőtt fel, színházi képzését Dublinban és Svájcban is végezte. 1968-ban Los Angelesbe költözött, ahol megismerkedett Dr. Garrett O'Connor pszichiáterrel és 1972-ben házasodott össze. O'Connor két fiút hozott a házasságba.

## Filmográfia

### Film
| Év   | Magyar cím                                           | Eredeti cím                                        | Szerep                             | Magyar hang        |
| ---- | ---------------------------------------------------- | -------------------------------------------------- | ---------------------------------- | ------------------ |
| 1967 |                                                      | Ulysses                                            | Gerty MacDowell                    |                    |
| 1969 | Bűnös Davey                                          | Sinful Davey                                       | Penelope                           |                    |
| 1976 |                                                      | In the Region of Ice (rövidfilm)                   | a nővér                            |                    |
| 1980 | Kiút az őrületből                                    | Mr. Patman                                         | Abadaba                            | Fehér Juli         |
| 1984 |                                                      | Reflections                                        | Mrs. Charlotte Lawless             |                    |
| 1985 |                                                      | James Joyce's Women                                | Harriet Shaw Weaver                |                    |
| 1986 | Friss vér                                            | Youngblood                                         | Miss McGill                        |                    |
| 1986 |                                                      | A State of Emergency                               | Diane Carmody                      |                    |
| 1987 |                                                      | P.K. and the Kid                                   | Flo                                |                    |
| 1992 |                                                      | Mad at the Moon                                    | Mrs. Hill                          |                    |
| 1993 | Nesze semmi, fogd meg jól                            | Money for Nothing                                  | Mrs. Coyle                         |                    |
| 1996 | Őt is anya szülte                                    | Some Mother's Son                                  | Annie Higgins                      | Andai Györgyi      |
| 1996 | Őt is anya szülte                                    | Some Mother's Son                                  | Annie Higgins                      | Szabó Éva          |
| 1998 | Lottózsonglőrök                                      | Waking Ned                                         | Annie O'Shea                       | Tóth Judit         |
| 1999 | Életem párja                                         | With or Without You                                | Irene                              |                    |
| 2001 | Más világ                                            | The Others                                         | Mrs. Bertha Mills                  | Dallos Szilvia     |
| 2002 | Vagány nők klubja                                    | Divine Secrets of the Ya-Ya Sisterhood             | "Teensy" Whitman                   | Fodor Zsóka        |
| 2003 | A Nap könnyei                                        | Tears of the Sun                                   | Grace nővér                        | Szabó Éva          |
| 2004 | Gyilkos áldás                                        | Blessed                                            | J. Lloyd Samuel                    | Illyés Mari        |
| 2004 |                                                      | Man About Dog                                      | Olivia                             |                    |
| 2005 | Transamerica                                         | Transamerica                                       | Elizabeth Schupak                  | Menszátor Magdolna |
| 2005 | Érzékiség                                            | Sexual Life                                        | nagymama                           | Bókai Mária        |
| 2005 | Négy tesó                                            | Four Brothers                                      | Evelyn Mercer                      | Dallos Szilvia     |
| 2007 | Tudathasadás                                         | Slipstream                                         | Bette Lustig                       | Szabó Éva          |
| 2008 | Az igenember                                         | Yes Man                                            | Tillie                             | Gyimesi Pálma      |
| 2009 | Lódító hódító                                        | The Invention of Lying                             | Martha Bellison                    |                    |
| 2009 | Karácsonyi ének                                      | A Christmas Carol                                  | Mrs. Dilber (hangja)               | Szabó Éva          |
| 2010 | Nem írnek való vidék                                 | Kill the Irishman                                  | Grace O'Keefe                      | Tóth Judit         |
| 2011 | A guardista                                          | The Guard                                          | Eileen Boyle                       | Tóth Judit         |
| 2011 |                                                      | Coming & Going                                     | Irma                               |                    |
| 2012 | Angyalok éneke                                       | Angels Sing                                        | Ma                                 | Szabó Éva          |
| 2013 | A matrac                                             | Life's a Breeze                                    | Nan                                |                    |
| 2014 | A tenger dala                                        | Song of the Sea                                    | Nagyi / Macha (angol és ír hangja) | Szabó Éva          |
| 2016 |                                                      | Trash Fire                                         | Violet                             |                    |
| 2016 |                                                      | Havenhurst                                         | Eleanor Mudgett                    |                    |
| 2016 |                                                      | Pequeno Segredo                                    | Barbara                            |                    |
| 2018 |                                                      | Birthmarked                                        | Mrs. Tridek                        |                    |
| 2019 |                                                      | Supervized                                         | Madera                             |                    |
| 2023 | Az éhezők viadala: Énekesmadarak és kígyók balladája | The Hunger Games: The Ballad of Songbirds & Snakes | Nagymadám                          | Halász Aranka      |
| 2024 |                                                      | Sight                                              | Marie nővér                        |                    |

### Televízió

#### Tévéfilm
| Év   | Magyar cím                      | Eredeti cím                                    | Szerep                 | Magyar hang   |
| ---- | ------------------------------- | ---------------------------------------------- | ---------------------- | ------------- |
| 1973 |                                 | The Picture of Dorian Gray                     | Felicia                |               |
| 1975 |                                 | The Legend of Lizzie Borden                    | Bridget Sullivan       |               |
| 1976 |                                 | Nightmare in Badham County                     | Dulcie                 |               |
| 1983 | Gyilkosság a toronyházban       | Through Naked Eyes                             | Dr. Frances Muller     | Szabó Éva     |
| 1986 |                                 | A Winner Never Quits                           | Mrs. Wyshner           |               |
| 1991 | Gyermek a túlvilágról           | Death Dreams                                   | Dr. Margaret Newberger |               |
| 1994 | Bátorságpróba                   | White Mile                                     | Gena Karas             | Szabó Éva     |
| 1999 | Titkos ügy                      | A Secret Affair                                | Drucilla Fitzgerald    | Halász Aranka |
| 2000 | A legendás trombitás            | For Love or Country: The Arturo Sandoval Story | Sally Lewis            |               |
| 2003 | Gyilkos sorok: A kelta fejtörők | Murder, She Wrote: The Celtic Riddle           | Margaret Byrne         | Szabó Éva     |
| 2010 | A három bölcs nő                | Three Wise Women                               | Beth                   |               |

#### Sorozat
| Év        | Magyar cím                               | Eredeti cím                       | Szerep                                            | Megjegyzések                                                              |
| --------- | ---------------------------------------- | --------------------------------- | ------------------------------------------------- | ------------------------------------------------------------------------- |
| 1966      |                                          | Broome Stages                     | Maud                                              | 3 epizód                                                                  |
| 1967      |                                          | Callan                            | Rena Clarke                                       | 1 epizód                                                                  |
| 1972      |                                          | Gunsmoke                          | Sarah Morgan                                      | 1 epizód                                                                  |
| 1972      |                                          | Bonanza                           | Meg Dundee                                        | 1 epizód                                                                  |
| 1972      |                                          | Mannix                            | Gloria Paget                                      | 1 epizód                                                                  |
| 1973      |                                          | The Rookies                       | Judy Karcher                                      | 1 epizód                                                                  |
| 1976      | Gazdag ember, szegény ember              | Rich Man, Poor Man                | Clothilde                                         | 1 epizód                                                                  |
| 1976      | San Francisco utcáin                     | The Streets of San Francisco      | Emma Simms                                        | 1 epizód                                                                  |
| 1976      | Kojak                                    | Kojak                             | Molly Braddock                                    | 1 epizód                                                                  |
| 1976      |                                          | The Bionic Woman                  | Tammy                                             | 1 epizód                                                                  |
| 1978–1979 |                                          | How the West Was Won              | Molly Cullhane                                    | főszereplő (2-3. évad)                                                    |
| 1980      | Boomer, a csodakutya                     | Here's Boomer                     | Bronnie Craddock                                  | 1 epizód                                                                  |
| 1982      |                                          | Benson                            | Rose Sullivan                                     | 1 epizód                                                                  |
| 1983      |                                          | Voyagers!                         | Molly Brown                                       | 1 epizód                                                                  |
| 1985      | Cagney és Lacey                          | Cagney & Lacey                    | Arlene Crenshaw                                   | 1 epizód                                                                  |
| 1987–1995 | Gyilkos sorok                            | Murder, She Wrote                 | Freida Schmidt / Fiona Griffith / Eileen O'Bannon | 4 epizód                                                                  |
| 1989      | Columbo                                  | Columbo                           | Louise                                            | - 1 epizód - (Gyilkosság, mint önarckép) - magyar hangja: - Andai Györgyi |
| 1990      | A szépség és a szörnyeteg                | Beauty and the Beast              | Jessica Webb                                      | 2 epizód                                                                  |
| 1990      | Dowling atya nyomoz                      | Father Dowling Mysteries          | Margaret anya                                     | 1 epizód                                                                  |
| 1993      | Star Trek: Deep Space Nine               | Star Trek: Deep Space Nine        | Enina Tandro                                      | 1 epizód                                                                  |
| 1993      | Star Trek: Az új nemzedék                | Star Trek: The Next Generation    | Juliana Tainer                                    | 1 epizód                                                                  |
| 1993      | Quinn doktornő                           | Dr. Quinn, Medicine Woman         | Heart                                             | 1 epizód                                                                  |
| 1998      |                                          | Nothing Sacred                    | Helen Reyneaux                                    | 1 epizód                                                                  |
| 1998      |                                          | To Have & to Hold                 | Fiona McGrail                                     | 13 epizód                                                                 |
| 1998–1999 | Poltergeist – A kopogó szellem           | Poltergeist: The Legacy           | idős nő                                           | 3 epizód                                                                  |
| 1999      | Chicago Hope kórház                      | Chicago Hope                      | Robin O'Hara bírónő                               | 1 epizód                                                                  |
| 2002      | Star Trek: Enterprise                    | Star Trek: Enterprise             | V'Lar                                             | 1 epizód                                                                  |
| 2003–2018 | Esküdt ellenségek: Különleges ügyosztály | Law & Order: Special Victims Unit | Sheila Baxter / Madeline Jane Thomas              | 2 epizód                                                                  |
| 2004      | Kés/Alatt                                | Nip/Tuck                          | Rita Claire                                       | 1 epizód                                                                  |
| 2005      | Jelenések                                | Revelations                       | Francine anya                                     | minisorozat (4 epizód)                                                    |
| 2007      |                                          | Paddywhackery                     | Peig Sayers                                       | főszereplő (6 epizód)                                                     |
| 2006–2008 | Vértestvérek                             | Brotherhood                       | Rose Caffee                                       | - főszereplő (26 epizód) - magyar hangja: - Kovács Nóra                   |
| 2007–2010 | Lost – Eltűntek                          | Lost                              | Eloise Hawking                                    | - 7 epizód - magyar hangja: - Menszátor Magdolna                          |
| 2013      | Az ellenállás városa                     | Defiance                          | Nicolette "Nicky" Riordan                         | visszatérő szereplő (8 epizód)                                            |
| 2017      |                                          | Kat & Alfie: Redwater             | Agnes Byrne                                       | minisorozat főszereplő (6 epizód)                                         |
| 2017      | Amerikai istenek                         | American Gods                     | Essie's nagyanyja / Essie Macgowan idősen         | 1 epizód                                                                  |
| 2018      |                                          | Origin                            | Mia Anderson                                      | 1 epizód                                                                  |
| 2022      | C.B. Strike                              | C.B. Strike                       | Oonagh Kennedy                                    | - 1 epizód - magyar hangja: - Igó Éva                                     |
| 2024      |                                          | Bodkin                            | Bernadette anya                                   | 3 epizód                                                                  |

## Fordítás
- Ez a szócikk részben vagy egészben  a   Fionnula Flanagan című angol Wikipédia-szócikk ezen változatának fordításán alapul.  Az eredeti cikk szerkesztőit annak laptörténete sorolja fel. Ez a jelzés csupán a megfogalmazás eredetét és a szerzői jogokat jelzi, nem szolgál a cikkben szereplő információk forrásmegjelöléseként.